# Marianne Williamson
Marianne Deborah Williamson, detta Marianne (Houston, 8 luglio 1952), è una politica, scrittrice e attivista statunitense.
Ha pubblicato dieci libri, tra cui quattro riconosciuti dal New York Times come best seller. È fondatrice del "Project Angel Food", un programma di pasti a domicilio per le persone affette da AIDS e costrette a stare a casa (nella zona di Los Angeles), e cofondatrice di "The Peace Alliance", una campagna di sostegno della legislazione per istituire un Dipartimento di Pace degli Stati Uniti. È spesso presente nei programmi televisivi condotti da Oprah Winfrey, di cui è anche guida spirituale.

## Biografia
Nata a Houston, Texas, nel 1952, da genitori ebrei, è la più giovane dei tre figli di Sam Williamson, un avvocato di immigrazione, e sua moglie Sophie Ann, casalinga. Dopo essersi diplomata alla Bellaire High School di Houston, per due anni ha studiato storia del teatro e filosofia al Pomona college di Claremont, California, salvo poi trasferirsi a New York per perseguire una carriera come cantante di cabaret. Nel 1979 è tornata a Houston, dove ha aperto una libreria specializzata in pubblicazioni di metafisica. Nel 1987 ha contribuito a fondare il "Los Angeles Center for Living", una struttura di supporto per le persone affette da malattie mortali. Due anni più tardi ha dato inizio al "Project Angel Food", consegnando pasti a domicilio per i malati di AIDS. Nel 1991 Marianne Williamson ha officiato il matrimonio di Liz Taylor con l'ultimo marito Larry Fortensky, in una cerimonia tenutasi presso il Neverland Ranch di Michael Jackson.

Nel 1992 ha pubblicato il primo dei suoi dieci libri, A Return to Love. Un passaggio di esso è diventato popolare come un motivo di ispirazione: " La nostra più grande paura non è quella di essere inadeguati. La nostra più grande paura è quella di essere potenti al di là di ogni misura. È la nostra luce, non la nostra oscurità che più ci spaventa. Ci chiediamo, chi sono io per essere brillante, bellissimo, pieno di talento e favoloso? In realtà, chi sei tu per non esserlo? Sei figlio di Dio. Il tuo giocare in piccolo non serve al mondo. Non c'è niente di illuminato a sminuire se stessi in modo che altre persone non si sentano insicure vicino a te. Siamo tutti nati per brillare come fanno i bambini. Siamo nati per manifestare la gloria di Dio che è dentro di noi. Non solo in alcuni di noi, ma in tutti noi. E mentre lasciamo che la nostra luce risplenda, inconsciamente diamo agli altri la possibilità di fare altrettanto. E quando siamo liberati dalle nostre paure, la nostra presenza automaticamente libera gli altri. " Il passaggio è spesso erroneamente attribuito a Nelson Mandela, ma Marianne Williamson ha puntualizzato: " Potrei sentirmi onorata se il Presidente Mandela avesse citato le mie parole, in realtà non lo ha fatto. Non ho idea di come sia nata questa storia, ma sono gratificata del fatto che questo paragrafo sia diventato così significativo per tante persone". In realtà la stessa Williamson ha tratto questo brano da Un corso in miracoli (A Course in Miracles, sigla ACIM in inglese ed UCIM in italiano), un testo ricevuto mediante una sorta di dettato interiore e pubblicato nel 1976 dalla "Foundation for Inner Peace" a opera di due psicologi statunitensi, Helen Schucman (1909-1981), di origini ebraiche, ma che si dichiara atea, e William Thetford (1923-1988), nato e cresciuto da genitori cristiani scientisti.
Nel 2014 la Williamson si è presentata come indipendente, per la sede del 33º distretto del Congresso della California, nelle elezioni per la Camera dei Rappresentanti degli Stati Uniti. Per quanto riguarda le sue motivazioni per la corsa, ha detto: " L'America è scesa dai binari democratici: un miscuglio tossico di restrizioni delle libertà civili e di un'espansione corporativa sta avvelenando la nostra democrazia". Il suo messaggio principale era: " I valori umanitari dovrebbero sostituire i valori economici come principio ordinatore della nostra civiltà " .
Eminenti politici di parte democratica hanno appoggiato la sua candidatura, tra cui gli ex governatori Jennifer Granholm e Jesse Ventura; gli ex membri del Congresso Dennis Kucinich e Alan Grayson; e Van Jones, tra gli altri. Alanis Morissette ha scritto ed eseguito la canzone della sua campagna, Today. Si sono dichiarate sue simpatizzanti anche la cantante Katy Perry e l'attrice Eva Longoria. Marianne Williamson ha condotto la campagna elettorale su una vasta gamma di temi: maggiore accesso a un'istruzione di alta qualità e dunque università libera per tutti; lotta alla povertà infantile; giustizia economica; energie rinnovabili per meglio contrastare i cambiamenti climatici; riforma della campagna elettorale; assistenza sanitaria universale; riforma della giustizia penale; aumento degli investimenti nella costruzione della pace; riconoscimento dei diritti riproduttivi delle donne e uguaglianza LGBTQ. Tra i 16 candidati, ha terminato al quarto posto con 14.335 voti pari al 13,2% dei voti.
Il 20 gennaio 2019 ha comunicato di essere in corsa per la nomination democratica delle elezioni presidenziali del 2020, rilanciando i temi a lei cari. Ha sospeso la campagna il 10 gennaio 2020, pochi giorni dopo aver licenziato il suo staff. Nel 2022 ha annunciato la sua candidatura alle primarie del Partito Democratico in previsione delle elezioni presidenziali del 2024, contro il Presidente in carica Joe Biden, del medesimo partito, candidatura ufficializzata il 4 marzo 2023.

## Opinioni politiche
Appoggia l'accesso, i servizi, e la libera scelta all'aborto. Si è espressa a favore dei diritti riguardo l'aborto, garantiti dalla decisione della Corte Suprema del 1973, nel caso Roe contro Wade.
Ha sostenuto la distribuzione di 200-500 miliardi di dollari nei risarcimenti per la schiavitù, nell'arco di 20 anni, per "progetti economici e educativi" selezionati dai rappresentanti dei neri.
Ritiene che il cambiamento climatico sia "la più grande sfida morale della nostra generazione." Ha appoggiato il Green New Deal, il rientro immediato negli accordi di Parigi sul clima, e ha dichiarato che sarebbe disposta a sostenere il Comprehensive and Progressive Agreement for Trans-Pacific Partnership se includesse una maggiore protezione per i lavoratori e l'ambiente. Ritiene anche che gli Stati Uniti debbano dirigere le sovvenzioni per i combustibili fossili verso lo sviluppo di energia rinnovabile, sia in patria che all'estero, in particolare nei paesi in via di sviluppo.
Sostiene l'assistenza sanitaria universale. Appoggia inoltre una regolamentazione indipendente dell'industria farmaceutica per prevenire quelle che ha definito "pratiche predatorie". Consiglia un approccio basato sia sulla preghiera che sulla medicina per risolvere i problemi di salute fisica e mentale : "Le persone che si sono affidate alle preghiere, sono uscite dal pronto soccorso più velocemente", "le persone a cui è stata diagnosticata una malattia terminale, se frequentano gruppi di sostegno spirituale, vivono, in media, il doppio".
Appoggia l'Equality Act, che proibisce la discriminazione sulla base del sesso, dell'orientamento sessuale e dell'identità di genere in materia di occupazione, alloggi, istruzione etc.
È favorevole a un aumento del salario minimo federale a 15 dollari all'ora.

### Armi
Ha dichiarato: "La discussione sul diritto a possedere armi non riguarda tanto il secondo emendamento, quanto la massimizzazione dei profitti per i produttori di armi. [...] Sempre più americani, tuttavia, non sono disposti a sacrificare la sicurezza dei nostri figli in modo che i produttori di armi possano fare più soldi. Io sono tra di loro." Propone di vietare la vendita di fucili d'assalto e armi semi-automatiche, massimizzare i controlli, rafforzare le restrizioni per le persone con disturbi mentali e disabilità psichiatriche di acquistare una pistola.

### Immigrazione
Non sostiene l'apertura delle frontiere, ma chiede un approccio più umano in materia. Nel giugno 2019 ha criticato l'allora presidente Donald Trump per le sue politiche sull'immigrazione dopo le segnalazioni di bambini separati dalle loro famiglie e messi in un centro di detenzione; ha chiamato questi atti "crimini sponsorizzati dallo stato". Dopo l'annuncio di Trump che l'ICE avrebbe iniziato le deportazioni di massa, Marianne Williamson ha detto che il trattamento verso i migranti non è "diverso" da quello che gli ebrei hanno affrontato nella Germania nazista.
Appoggia il Deferred Action for Childhood Arrivals (DACA) e l'espansione delle protezioni oltre alla naturalizzazione di immigrati privi di documenti che sono stati portati negli Stati Uniti da bambini, indipendentemente dalla loro attuale età.

### Politica estera
Sostiene la creazione di un Dipartimento della Pace degli Stati Uniti d'America e di un piano per istituire un'Accademia della Pace modellata su accademie militari. Williamson sostiene l'impegno militare quando un alleato della NATO è minacciato, quando gli Stati Uniti sono sotto minaccia di attacco, o "quando l'ordine umanitario del mondo è a rischio".
Nel febbraio 2023 scrive a riguardo dell'Invasione russa dell'Ucraina: "Gli Stati Uniti hanno perpetrato le loro grandi imprese imperialistiche, un fatto che nessuno dovrebbe ignorare. Non è una esagerazione dire che milioni di persone in tutto il mondo - tra cui migliaia di militari statunitensi - sono morti a causa delle nostre disavventure. Ma questo non dà, e non dovrebbe dare, a Vladimir Putin la possibilità di perpetrare una sua guerra imperialistica. [...]
Gli Stati Uniti dovrebbero sostenere soluzioni diplomatiche a qualsiasi controversia, sia in Ucraina che altrove. Su questo punto non dovremmo mai vacillare. [...] Il brutale e autocratico governo in Russia e le atrocità commesse dalle sue truppe in Ucraina ci danno un quadro vivido di ciò che la sua conquista dell'Ucraina significherebbe. Qualsiasi ritiro degli Stati Uniti dal sostegno per l'Ucraina a questo punto significa solo una cosa: la fine dell'Ucraina."
Ha appoggiato il ritiro sicuro di tutte le truppe USA dall'Afghanistan, ipotizzando l'uso di una forza di Peacekeeping, come le Nazioni Unite, per assistere nella transizione.. Ha dichiarato che gli Stati Uniti dovrebbero impedire alla Cina di acquistare aziende strategicamente importanti (attraverso per esempio il Comitato sugli investimenti esteri negli Stati Uniti d'America) per difendere la sicurezza nazionale statunitense e fare pressione sul Genocidio culturale degli uiguri e sulle proteste a Hong Kong. Sostiene il rientro nell'Accordo sul nucleare iraniano, e ha criticato l'amministrazione Trump per aver alzato le tensioni con l'Iran. Sul Conflitto israelo-palestinese appoggia la Soluzione dei due Stati.

## Vita privata
Nel 1990 ha partorito la sua unica figlia, India Emmaline, rifiutandosi di parlare del padre della bambina e scegliendo di allevarla da sola come una "madre ebrea sposata".

## Opere
- A Return to Love, First Edition 1992 (ISBN 9780060927486)
- Imagine What America Could Be in the 21st Century: Visions of a Better Future from Leading American Thinkers (ISBN 0451204697)
- Emma & Mommy Talk to God (ISBN 9780060799267)
- Healing the Soul of America: Reclaiming Our Voices as Spiritual Citizens (ISBN 9780684846224)
- A Woman's Worth (ISBN 9780345386571)
- Enchanted Love: The Mystical Power of Intimate Relationships (ISBN 9780684870250)
- Everyday Grace: Having Hope, Finding Forgiveness, And Making Miracles (ISBN 9781573223515)
- Illuminata: A Return to Prayer (ISBN 9781573225205)
- The Gift of Change (ISBN 0060816112)
- The Law of Divine Compensation: On Work, Money and Miracles (ISBN 0062205412)